# Claes Fellbom
Claes Fellbom (Solna, 29 gennaio 1943 – Djurö, 19 aprile 2024) è stato un regista, sceneggiatore e compositore svedese.

## Biografia
Nel 1989 iniziò la sua carriera internazionale e da allora ebbe almeno una prima all'anno. Scrisse libretti per nove opere, tra cui Maria Antonietta, Zarah e Jeppe, oltre a pubblicare diversi libri.
Fellbom collaborò con il compositore Sven-David Sandström in Jeppe: The Cruel Comedy (2001), e realizzò un famoso film sull'Aida di Giuseppe Verdi, con Folkoperan nel 1987, eseguito in topless. Scrisse i libretti di Maria Antonietta (1998) e Svall (2005) di Daniel Börtz ed Edipo di Qu Xiaosong.
Claes Fellbom morì a Djurö il 19 aprile 2024 all'età di 81 anni.